# Bigos Heart
Bigos Heart – trzeci album zespołu Tymon & The Transistors, wydany przez Biodro Records w 2009 roku. W lutym 2010 roku płyta została nominowana do nagrody polskiego przemysłu fonograficznego Fryderyka w kategorii muzyka alternatywna. Na albumie obok premierowych kompozycji znalazły się zmienione aranżacje utworów grup Czan („Samsara”) i Trupy („Drugs”, „I Think It’s Ok.”, „Sunday”).

## Spis utworów
1. „Goodbye” – 3:56
2. „Drugs” – 2:51
3. „Bigos Heart” – 2:48
4. „Help Me Out” – 4:25
5. „Less Than Two” – 2:18
6. „Sunday” – 2:50
7. „I Think It’s Ok.” – 3:03
8. „Posluchaj Siddharto” – 3:36
9. „I Don’t Know” – 3:28
10. „Samsara” – 3:23
11. „Pete Best Was Good Enough” – 2:44
12. „Love Don’t Last” – 6:13

Na okładce utwory 7. i 10. wskutek błędu technicznego są zamienione kolejnością.

## Twórcy
Tymon & the Transistors:
- Tymon Tymański – śpiew, gitara, gitara basowa, instrumenty klawiszowe
- Marcin Gałązka – śpiew, gitara, instrumenty klawiszowe
- Arek Kraśniewski – gitara basowa
- Filip Gałązka – instrumenty perkusyjne

Gościnnie:
- Grzegorz Halama – śpiew
- Daniel Hertzov – śpiew
- Leszek Możdżer – pianino, instrumenty perkusyjne, instrumenty klawiszowe
- Kuba Staruszkiewicz – instrumenty perkusyjne
- Lukas Tymanski – instrumenty perkusyjne
- Kosma Tymanski – instrumenty perkusyjne